# 尼日利亚海军
尼日利亚海军成立于1960年，曾经是黑非洲最大的海上力量，现有5艘护卫舰（一艘MEKO-360H1型护卫舰，两艘P18N型巡逻舰和两艘汉密尔顿级巡逻舰），1艘坦克登陆舰，9艘巡逻艇，两艘巡逻艇，两艘训练舰和16类各式后勤船只组成。